# .scot
.scot је GeoTLD за Шкотску и шкотску културу, укључујући гелски и шкотски језик.
Касније је одлучено да се дозволи скоро сваки домен највишег нивоа за увођење негдjе у 2013. години, а листа апликација за њих је објављена у јуну 2012. године; укључен је домен .scot.
Дана 27. јануара 2014. године, dotScot Registry, непрофитна организација основана 2009. године, објавила је да је договорила услове за управљање именом домена .scot, са плановима да га покрене касније у љето 2014.
Дана 15. јула 2014, .scot је званично покренут. Први .scot назив домена који је покренут био је calico.scot, регистрован од стране хостинг компаније Calico Internet Ltd.
Шкотска влада је 17. фебруара 2015. пренијела своју веб страницу са scotland.gov.uk на gov.scot. Исто тако, шкотски парламент је прешао са scottish.parliament.uk на parliament.scot у мају 2016. да би се поклопио са изборима 2016.